# 2009-es Formula–1 kínai nagydíj
A kínai nagydíj volt a 2009-es Formula–1 világbajnokság harmadik futama, amelyet 2009. április 17. és április 19. között rendeztek meg a kínai Shanghai International Circuiten, Sanghajban.

## Szabadedzések

### Első szabadedzés
A kínai nagydíj első szabadedzését április 17-én, pénteken délelőtt tartották, közép-európai idő szerint 04:00 és 05:30 óra között. Az első helyet Lewis Hamilton szerezte meg.

| Helyezés | Versenyző            | Csapat/Motor         | Elért idő | Különbség | Futott kör |
| -------- | -------------------- | -------------------- | --------- | --------- | ---------- |
| 1        | Lewis Hamilton       | McLaren-Mercedes     | 1:37,334  | -         | 22         |
| 2        | Jenson Button        | Brawn-Mercedes       | 1:37,450  | + 0,116   | 18         |
| 3        | Rubens Barrichello   | Brawn-Mercedes       | 1:37,566  | + 0,232   | 19         |
| 4        | Heikki Kovalainen    | McLaren-Mercedes     | 1:37,672  | + 0,338   | 23         |
| 5        | Mark Webber          | Red Bull-Renault     | 1:37,752  | +0,418    | 20         |
| 6        | Jarno Trulli         | Toyota               | 1:37,764  | + 0,430   | 19         |
| 7        | Nico Rosberg         | Williams-Toyota      | 1:37,860  | + 0,526   | 24         |
| 8        | Timo Glock           | Toyota               | 1:37,894  | + 0,560   | 21         |
| 9        | Fernando Alonso      | Renault              | 1:38,089  | + 0,755   | 19         |
| 10       | Sébastien Bourdais   | Toro Rosso-Ferrari   | 1:38,195  | + 0,861   | 24         |
| 11       | Kimi Räikkönen       | Ferrari              | 1:38,223  | + 0,889   | 23         |
| 12       | Sebastian Vettel     | Red Bull-Renault     | 1:38,274  | + 0,940   | 20         |
| 13       | Sébastien Buemi      | Toro Rosso-Ferrari   | 1:38,307  | + 0,973   | 26         |
| 14       | Adrian Sutil         | Force India-Mercedes | 1:38,319  | + 0,985   | 18         |
| 15       | Felipe Massa         | Ferrari              | 1:38,418  | + 1,084   | 20         |
| 16       | Nick Heidfeld        | BMW Sauber           | 1:38,456  | + 1,122   | 21         |
| 17       | Giancarlo Fisichella | Force India-Mercedes | 1:38,460  | + 1,126   | 19         |
| 18       | Robert Kubica        | BMW Sauber           | 1:38,463  | + 1,129   | 18         |
| 19       | Nakadzsima Kazuki    | Williams-Toyota      | 1:38,730  | + 1,396   | 25         |
| 20       | Nelson Piquet Jr.    | Renault              | 1:38,825  | + 1,491   | 20         |

### Második szabadedzés
A kínai nagydíj második szabadedzését április 17-én, pénteken délután futották, közép-európai idő szerint 08:00 és 09:30 óra között. A leggyorsabb Jenson Button volt.

| Helyezés | Versenyző            | Csapat/Motor         | Elért idő | Különbség | Futott kör |
| -------- | -------------------- | -------------------- | --------- | --------- | ---------- |
| 1        | Jenson Button        | Brawn-Mercedes       | 1:35,679  | -         | 35         |
| 2        | Nico Rosberg         | Williams-Toyota      | 1:35,704  | + 0,025   | 36         |
| 3        | Rubens Barrichello   | Brawn-Mercedes       | 1:35,881  | + 0,202   | 35         |
| 4        | Mark Webber          | Red Bull-Renault     | 1:36,105  | +0,426    | 32         |
| 5        | Sebastian Vettel     | Red Bull-Renault     | 1:36,167  | + 0,488   | 22         |
| 6        | Jarno Trulli         | Toyota               | 1:36,217  | + 0,538   | 42         |
| 7        | Nakadzsima Kazuki    | Williams-Toyota      | 1:36,377  | + 0,698   | 32         |
| 8        | Timo Glock           | Toyota               | 1:36,548  | + 0,869   | 40         |
| 9        | Heikki Kovalainen    | McLaren-Mercedes     | 1:36,674  | + 0,995   | 34         |
| 10       | Sébastien Bourdais   | Toro Rosso-Ferrari   | 1:36,800  | + 1,121   | 34         |
| 11       | Adrian Sutil         | Force India-Mercedes | 1:36,829  | + 1,150   | 30         |
| 12       | Felipe Massa         | Ferrari              | 1:36,847  | + 1,168   | 34         |
| 13       | Lewis Hamilton       | McLaren-Mercedes     | 1:36,941  | + 1,262   | 28         |
| 14       | Kimi Räikkönen       | Ferrari              | 1:37,054  | + 1,375   | 33         |
| 15       | Sébastien Buemi      | Toro Rosso-Ferrari   | 1:37,219  | + 1,540   | 34         |
| 16       | Nelson Piquet Jr.    | Renault              | 1:37,273  | + 1,594   | 36         |
| 17       | Robert Kubica        | BMW Sauber           | 1:37,491  | + 1,812   | 34         |
| 18       | Nick Heidfeld        | BMW Sauber           | 1:37,544  | + 1,865   | 28         |
| 19       | Fernando Alonso      | Renault              | 1:37,638  | + 1,959   | 28         |
| 20       | Giancarlo Fisichella | Force India-Mercedes | 1:37,750  | + 2,071   | 31         |

### Harmadik szabadedzés
A kínai nagydíj harmadik szabadedzését április 18-án, szombaton délelőtt tartották, közép-európai idő szerint 05:00 és 06:00 óra között. Az élen Nico Rosberg végzett.

| Helyezés | Versenyző            | Csapat/Motor         | Elért idő | Különbség | Futott kör |
| -------- | -------------------- | -------------------- | --------- | --------- | ---------- |
| 1        | Nico Rosberg         | Williams-Toyota      | 1:36,133  | -         | 17         |
| 2        | Jarno Trulli         | Toyota               | 1:36,272  | + 0,139   | 22         |
| 3        | Lewis Hamilton       | McLaren-Mercedes     | 1:36,330  | + 0,197   | 17         |
| 4        | Jenson Button        | Brawn-Mercedes       | 1:36,463  | + 0,330   | 16         |
| 5        | Nelson Piquet Jr.    | Renault              | 1:36,464  | + 0,331   | 16         |
| 6        | Felipe Massa         | Ferrari              | 1:36,528  | + 0,395   | 18         |
| 7        | Heikki Kovalainen    | McLaren-Mercedes     | 1:36,547  | + 0,414   | 13         |
| 8        | Nakadzsima Kazuki    | Williams-Toyota      | 1:36,560  | + 0,427   | 17         |
| 9        | Kimi Räikkönen       | Ferrari              | 1:36,568  | + 0,435   | 17         |
| 10       | Rubens Barrichello   | Brawn-Mercedes       | 1:36,642  | + 0,509   | 17         |
| 11       | Nick Heidfeld        | BMW Sauber           | 1:36,702  | + 0,569   | 14         |
| 12       | Robert Kubica        | BMW Sauber           | 1:36,742  | + 0,609   | 14         |
| 13       | Sébastien Buemi      | Toro Rosso-Ferrari   | 1:36,742  | + 0,609   | 16         |
| 14       | Sébastien Bourdais   | Toro Rosso-Ferrari   | 1:36,834  | + 0,701   | 17         |
| 15       | Mark Webber          | Red Bull-Renault     | 1:37,330  | +1,197    | 8          |
| 16       | Sebastian Vettel     | Red Bull-Renault     | 1:37,349  | + 1,216   | 7          |
| 17       | Adrian Sutil         | Force India-Mercedes | 1:37,534  | + 1,401   | 17         |
| 18       | Giancarlo Fisichella | Force India-Mercedes | 1:37,732  | + 1,599   | 18         |
| 19       | Fernando Alonso      | Renault              | 1:38,003  | + 1,870   | 6          |
| 20       | Timo Glock           | Toyota               | 1:39,110  | + 2,977   | 6          |

## Időmérő edzés
A kínai nagydíj időmérő edzését április 18-án, szombaton futották, közép-európai idő szerint 08:00 és 09:00 óra között. A pole-pozíciót Sebastian Vettel szerezte meg, második lett Fernando Alonso, harmadik Vettel csapattársa, Mark Webber.

### Az edzés végeredménye
| Helyezés | Versenyzo            | Csapat/Motor         | 1. rész  | 2. rész   | 3. rész  |
| -------- | -------------------- | -------------------- | -------- | --------- | -------- |
| 1        | Sebastian Vettel     | Red Bull-Renault     | 1:36.565 | 1:35.130  | 1:36.184 |
| 2        | Fernando Alonso      | Renault              | 1:36.443 | 1:35.803  | 1:36.381 |
| 3        | Mark Webber          | Red Bull-Renault     | 1:35.751 | 1:35.173  | 1:36.466 |
| 4        | Rubens Barrichello   | Brawn-Mercedes       | 1:35.701 | 1:35.503  | 1:36.493 |
| 5        | Jenson Button        | Brawn-Mercedes       | 1:35.533 | 1:35.556  | 1:36.532 |
| 6        | Jarno Trulli         | Toyota               | 1:36.308 | 1:35.645  | 1:36.835 |
| 7        | Nico Rosberg         | Williams-Toyota      | 1:35.941 | 1:35.809  | 1:37.397 |
| 8        | Kimi Räikkönen       | Ferrari              | 1:36.137 | 1:35.856  | 1:38.089 |
| 9        | Lewis Hamilton       | McLaren-Mercedes     | 1:35.776 | 1:35.740  | 1:38.595 |
| 10       | Sébastien Buemi      | Toro Rosso-Ferrari   | 1:36.284 | 1:35.965  | 1:39.321 |
| 11       | Nick Heidfeld        | BMW Sauber           | 1:36.525 | 1:35.975  |          |
| 12       | Heikki Kovalainen    | McLaren-Mercedes     | 1:36.646 | 1:36.032  |          |
| 13       | Felipe Massa         | Ferrari              | 1:36.178 | 1:36.033  |          |
| 14       | Nakadzsima Kazuki    | Williams-Toyota      | 1:36.673 | 1:36.193  |          |
| 15       | Sébastien Bourdais   | Toro Rosso-Ferrari   | 1:36.906 |           |          |
| 16       | Nelson Piquet Jr.    | Renault              | 1:36.908 |           |          |
| 17       | Robert Kubica        | BMW Sauber           | 1:36.966 |           |          |
| 18       | Adrian Sutil         | Force India-Mercedes | 1:37.669 |           |          |
| 19       | Timo Glock           | Toyota               | 1:36.364 | 1:36.066* |          |
| 20       | Giancarlo Fisichella | Force India-Mercedes | 1:37.672 |           |          |

* Timo Glock öthelyes rajtbüntetést kapott váltócsere miatt.

## Futam

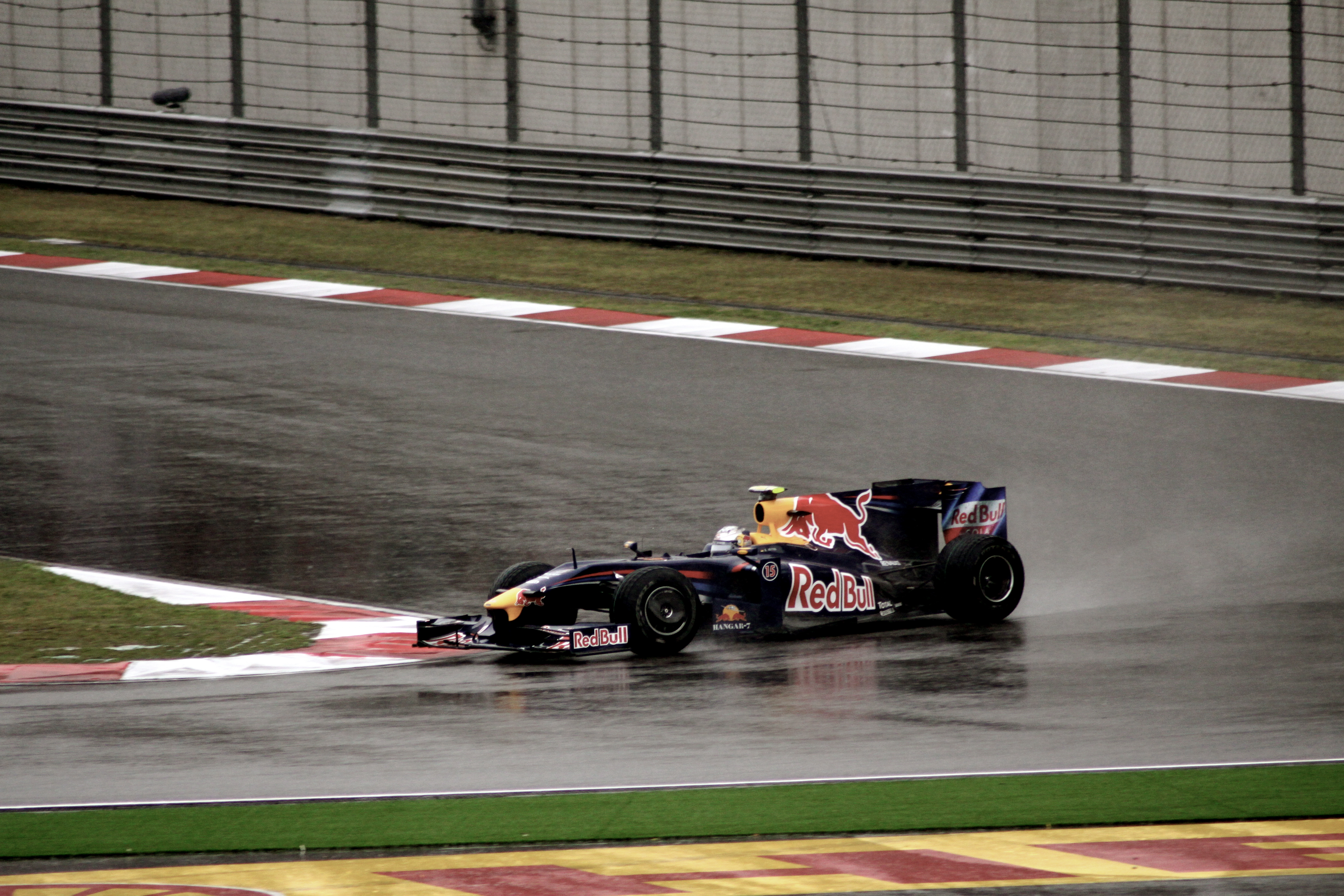
Sebastian Vettel rajt-cél győzelmet aratott a kínai nagydíjon

A kínai nagydíj futama április 19-én, vasárnap, közép-európai idő szerint 9:00 órakor rajtolt el.
Robert Kubica és Timo Glock a boxutcából rajtolt. A heves eső miatt a verseny első nyolc körét a pilóták a biztonsági autó mögött haladva tették meg. Sutil, Rosberg és Alonso már a biztonsági autós szakasz alatt kiállt a boxba, így a mezőny végéről kezdhették meg az igazi körözést. Lewis Hamilton előbb Kimi Räikkönent, majd Jarno Trullit is megelőzte, és ezáltal az ötödik helyre jött fel, míg a tizenkettedik körben ki nem pördült, s visszaesett a tizedik pozícióba. Időközben a harmadik helyért küzdő Jenson Button megelőzte Rubens Barrichellót, amikor a brazil szélesen vette be az egyik kanyart.
Trulli és Räikkönen az első néhány körben meglehetősen lassú volt, ami miatt visszaestek a mezőny hátuljára. Hamilton ismét folytatta előrehaladását, és a tizenegyedik körben hetedik volt, de egy újabb hiba miatt egy hellyel hátrébb került. Webber a tizennegyedik körben állt ki először a boxba, míg Vettel egy körrel később. Ekkor Button vezetett Barrichello, Vettel, Buemi, Massa és Webber előtt.
A tizenhetedik körben, az utolsó kanyar előtt Robert Kubica hátulról ráhajtott a lassan autózó Jarno Trullira. A lengyelnek azonnal kicserélték megrongálódott első szárnyát, az olasz azonban még egy körön keresztül vánszorgott a pályán, mielőtt a bokszutcába hajtva feladta a versenyt. Mivel az ütközés következtében alkatrészek maradtak a pályán, ismét beküldték a biztonsági autót. Miközben Vettel kikerülte a lassú Trullit, a német egy kicsit összeütközött Buemivel, akinek az első szárnya sérült meg. Buemi ezután állt ki először a boxba, csakúgy mint a Brawn GP két versenyzője és Adrian Sutil, akinek ez már a második látogatása volt a szerelőinél.
Felipe Massánál a biztonsági autós időszak alatt elektronikai problémák léptek fel, és a hátsó egyenesben megállt az autója. Még az újraindítás előtt Sébastien Bourdais megcsúszott, aminek következtében jópár pozíciót vesztett. A pontszerzők a következők voltak: Vettel, Button, Webber, Räikkönen, Hamilton, Barrichello, Kovalainen és Buemi.
Piquet ütközött a huszonnyolcadik körben, és összetörte az első szárnyát, de folytatni tudta a versenyt. Button a következő körben elfékezte magát a hajtűkanyarban, s Webber elment mellette. Két körrel később Webber szélesen fordult, így Button ismét elé került, de az ausztrál a 7-es kanyarban a külső íven visszaelőzte.
Hamilton a harmincharmadik körben állt ki először a boxba, akit csapattársa, Kovalainen az azt követő körben követett. Vettel a harminchetedik körig, Webber a harminckilencedikig, míg Button a negyvenkettedik, Barrichello pedig a negyvenharmadik körig maradt kinn a pályán. A második boxkiállások után Vettel, Webber, Button, Barrichello, Hamilton, Kovalainen, Sutil és Heidfeld volt a sorrend. Nico Rosberg intermediate gumikkal folytatta a versenyt, de hamarosan megcsúszott, és ismét kiállt, amikor már esős abroncsokat vételezett. Barrichello a negyvenkettedik körben megfutotta a verseny leggyorsabb körét, 1:52,592-es idővel.
Hamilton később többször is hibázott, és emiatt Kovalainen és Sutil is megelőzte. Az ötvenegyedik körben Sutil ütközött az 5-ös kanyar előtt, amellyel számára véget ért a verseny. Heidfeldnek nem sikerült kikerülnie Sutil pályára repült roncsait, és a megsérült autó miatt elesett a pontszerzéstől, mert Glock és Buemi is elment mellette.
Vettel a leintésig az élen autózott, megszerezve a maga második és a Red Bull Rcing első Formula–1-es futamgyőzelmét. Csapattársa, Mark Webber a második helyezésével pályafutása legjobb eredményét érte el, míg Button zsinórban harmadszorra állhatott dobogóra. A további sorrend Barrichello, Kovalainen, Hamilton, Glock és Buemi volt. A heves eső ellenére a húsz versenyzőből tizenhét ért célba, beleértve Adrian Sutilt is, aki, habár kiesett, de teljesítette a táv 90%-át, ezért helyezését értékelték.
| Helyezés | Rajtszám | Versenyző            | Csapat/Motor         | Futott kör | Idő/Kiesés oka | Rajthely | Pont |
| -------- | -------- | -------------------- | -------------------- | ---------- | -------------- | -------- | ---- |
| 1        | 15       | Sebastian Vettel     | Red Bull-Renault     | 56         | 1h57:43.485    | 1        | 10   |
| 2        | 14       | Mark Webber          | Red Bull-Renault     | 56         | + 10.970       | 3        | 8    |
| 3        | 22       | Jenson Button        | Brawn-Mercedes       | 56         | + 44.975       | 5        | 6    |
| 4        | 23       | Rubens Barrichello   | Brawn-Mercedes       | 56         | + 1:03.704     | 4        | 5    |
| 5        | 2‡       | Heikki Kovalainen    | McLaren-Mercedes     | 56         | + 1:05.102     | 12       | 4    |
| 6        | 1‡       | Lewis Hamilton       | McLaren-Mercedes     | 56         | + 1:11.866     | 9        | 3    |
| 7        | 10       | Timo Glock           | Toyota               | 56         | + 1:14.476     | 19       | 2    |
| 8        | 12       | Sébastien Buemi      | Toro Rosso-Ferrari   | 56         | + 1:16.439     | 10       | 1    |
| 9        | 7        | Fernando Alonso      | Renault              | 56         | + 1:24.309     | 2        |      |
| 10       | 4        | Kimi Räikkönen       | Ferrari              | 56         | + 1:31.750     | 8        |      |
| 11       | 11       | Sébastien Bourdais   | Toro Rosso-Ferrari   | 56         | + 1:34.156     | 15       |      |
| 12       | 6‡       | Nick Heidfeld        | BMW Sauber           | 56         | + 1:35.834     | 11       |      |
| 13       | 5        | Robert Kubica        | BMW Sauber           | 56         | + 1:46.853     | 17       |      |
| 14       | 21       | Giancarlo Fisichella | Force India-Mercedes | 55         | + 1 kör        | 20       |      |
| 15       | 16       | Nico Rosberg         | Williams-Toyota      | 55         | + 1 kör        | 7        |      |
| 16       | 8        | Nelson Piquet Jr.    | Renault              | 54         | + 2 kör        | 16       |      |
| 17       | 20       | Adrian Sutil         | Force India-Mercedes | 50         | Baleset        | 18       |      |
| Ki       | 17       | Nakadzsima Kadzuki   | Williams-Toyota      | 43         | Erőátvitel     | 14       |      |
| Ki       | 3        | Felipe Massa         | Ferrari              | 20         | Elektronika    | 13       |      |
| Ki       | 9        | Jarno Trulli         | Toyota               | 18         | Ütközés        | 6        |      |

* A ‡-tel jelzett autók használták a KERS-t.

## A világbajnokság állása a verseny után
| H   | Versenyzők         | Pont | H   | Konstruktőrök        | Pont |
| --- | ------------------ | ---- | --- | -------------------- | ---- |
| 1.  | Jenson Button      | 21   | 1.  | Brawn-Mercedes       | 36   |
| 2.  | Rubens Barrichello | 15   | 2.  | Red Bull-Renault     | 19,5 |
| 3.  | Sebastian Vettel   | 10   | 3.  | Toyota               | 18,5 |
| 4.  | Timo Glock         | 10   | 4.  | McLaren-Mercedes     | 8    |
| 5.  | Mark Webber        | 9,5  | 5.  | BMW Sauber           | 4    |
| 6.  | Jarno Trulli       | 8,5  | 6.  | Renault              | 4    |
| 7.  | Nick Heidfeld      | 4    | 7.  | Toro Rosso-Ferrari   | 4    |
| 8.  | Fernando Alonso    | 4    | 8.  | Williams-Toyota      | 3,5  |
| 9.  | Heikki Kovalainen  | 4    | 9.  | Ferrari              | 0    |
| 10. | Lewis Hamilton     | 4    | 10. | Force India-Mercedes | 0    |

## Statisztikák
Vezető helyen:
- Sebastian Vettel: 49 (1-15 / 20-37 / 41-56)
- Jenson Button: 5 (16-19 / 40)
- Mark Webber: 2 (38-39)

Sebastian Vettel 2. győzelme, 2. pole-pozíciója, Rubens Barrichello 14. leggyorsabb köre.
- Red Bull 1. győzelme.
- A verseny ideje 1 óra 57 perc volt, ami 3 perccel kevesebb, mint a megengedett maximum.
- Sebastian Vettel rajt-cél győzelmet aratott, csakúgy mint a 2008-as olasz nagydíjon.